# Zhou Yuelong
Zhou Yuelong (Chengdu, 24 de enero de 1998) es un jugador de snooker chino.

## Biografía
Nació en la ciudad china de Chengdu en 1998. Es jugador profesional de snooker desde 2014. No se ha proclamado campeón de ningún torneo de ranking, pero sí ha sido subcampeón en tres ocasiones, a saber: el Masters de Europa de 2020, el Snooker Shoot Out de 2020 y el Abierto de Irlanda del Norte de 2022. Ha logrado, asimismo, tejer dos tacadas máximas a lo largo de su carrera.

### Tacadas máximas
| Núm. | Año  | Torneo              | Rival       | Ronda         | Ref.  |
| ---- | ---- | ------------------- | ----------- | ------------- | ----- |
| 1    | 2019 | Abierto de la India | Lyu Haotian | primera ronda | [ 2 ] |
| 2    | 2020 | Abierto de Escocia  | Peter Lines | primera ronda | [ 3 ] |